# 荒野の用心棒 (テレビドラマ)
『荒野の用心棒（こうやのようじんぼう）』は、1973年4月3日から12月25日まで、火曜日の21時から21時55分にNET系列で放送されたテレビ時代劇。全39話。

## 概要
「荒野の素浪人」（第1シリーズ）の続編。
時は天保年間。新型の連発式ライフル銃の名手・秋月左馬之介、爆雷の使い手・速見雷蔵、剣の達人・谺鬼十郎（こだま・きじゅうろう）ら三人の浪人と、行く先々の宿場や村で彼らを用心棒として売り込むマネージャー役・すっぽんの三吉たちの活躍を描くマカロニ・ウェスタン調の時代劇。

## キャスト
- 秋月左馬之介：夏木陽介

通称「鉄砲の旦那」。連発式ライフル銃の名手。主にライフル銃を使用するが、短銃も携帯しており不測の事態になると使用したりする。腰に刀を差しているもののほとんど抜くことはないが、第21話においては、銃ではなく刀を用いて相手を刺殺している。
- 速見雷蔵：竜雷太

通称「雷の旦那」。手製の爆雷投げの名手。情に熱く涙もろい性格で、また農村出身のため、百姓のように権力や立場の弱い者に対して優しく、己の利害ために虫けらのように踏みにじる悪党には激しい怒りを露にする。爆雷を主な武器として使うが、接近戦の際には刀を使う事もある。
- 谺(こだま)鬼十郎：渡哲也

通称「埃(ほこり)の旦那」。剣の達人。常に寡黙でニヒルな性格。右の腰に水の入った瓢箪を提げている。三吉が眼鏡を掛けている際、三吉の事を「メガネ」と呼んでいる。
- すっぽんの三吉：坂上二郎

左馬之介ら用心棒たちの交渉人。『荒野の素浪人』に登場した坂上二郎演じる「すっぽんの次郎吉」の瓜二つの弟。次郎吉同様、金に眼がなく口八丁手八丁で相手の懐に入り込み、仕事を手に入れるが、あまり良い結果を得られていない。常に色違いの西洋傘を何本も携帯し、眼鏡を掛けることが多い。また、「花子」と言う名前の小馬を連れている。
- 流れ星のおりん：篠ヒロコ（第27話よりレギュラー）

女賞金稼ぎ。左馬之介たちの行く先々で現れ、左馬之介たちを助けている。
- 旅の素浪人：三船敏郎（第3、5、7、9、11話）

『荒野の素浪人』の主人公・峠九十郎。左馬之介らの力になったりする。
- 語り：江原真二郎

## スタッフ
- プロデューサー：勝田康三、田中壽一、安井治、菜穂進
- 脚本：サブタイトル参照
- 監督：サブタイトル参照
- 音楽：菊池俊輔
- 撮影：坪井誠、斉藤孝雄、村野信明、内海正治、坪井春樹
- 美術：石田良之、安部衛、木村晃广、大橋豊一
- 録音：大野久男、田中信行、吉沢昭一
- 照明：佐藤幸郎、安藤禎洋、宮川和美
- 編集：阿良木佳弘
- 助監督：宮越澄、天野恒幸、内藤三郎、鹿島章弘、白山一城
- 記録：照井鈴子、堀北昌子、内田絢子、山本礼子、中川節子、浅野秀子
- 製作担当：太田喜十郎、中沢敏明、原田昇、河井正一
- 殺陣：宇仁貫三、高倉英二
- 演技事務：中沢敏明、佐々木健一
- 効果：東宝効果集団
- 整音：トリッセン・スタジオ
- 現像：東洋現像所
- 装置：三船プロ
- 小道具：高津映画装飾
- 装飾：三度屋美術工房
- 衣裳：京都衣裳
- 美粧：山田かつら店
- 制作：NET、三船プロダクション

## サブタイトル
| 話 | サブタイトル                           | 放送日        | 脚本              | 監督     | ゲスト |
| -- | -------------------------------------- | ------------- | ----------------- | -------- | --- |
| 1  | 死の砲撃は冥土に吠えて・・・           | 1973年 4月3日 | 池田一朗          | 村山三男 | 畑三左衛門:宮口精二、お妙:工藤明子、谷口修理:草薙幸二郎、笹頼母:嵐芳三郎、正木一郎太:大木正司、シュルツ:ロルフ・ジェサー、山岡伝八郎:尾型伸之介、磯村千花子、江藤潤、小林千恵、片岡一、本田晋                                                                                             |
| 2  | 魔の国境いに砂塵が舞って・・・         | 4月10日       | 津田幸夫          | 土居通芳 | 木崎平馬:田村亮、奈津:真山知子、永井源三郎:深江章喜、おたみ:永野裕紀子、庄屋 常右衛門:夏川大二郎、酒屋 吉兵衛:堺左千夫、片岡五郎、有泉隆、大島光幸、沢美鶴、菅原慎予、高橋義治、戸塚孝、加藤泰、井口義亮、草刈純                                                                          |
| 3  | 兇弾は女地獄に炸裂して・・・           | 4月17日       | 石川義寛          | 石川義寛 | 本田義忠:地井武男、お豊:小林裕子、岩佐重政:寺島達夫、和泉屋浪六:香川良介、津久井新兵衛:中田浩二、森隆之進:浅野進治郎、近藤:池田駿介、志村:宮川洋一、千絵:林靖子、平島正一、田川恒夫、元島一宏、小林仁美、佐野哲也、旅の素浪人:三船敏郎、                                                  |
| 4  | 黒い野望を砂丘に埋めて・・・           | 4月24日       | 池田一朗          | 吉川一義 | 羽生彦三郎:寺田農、おみつ:三条泰子、南蛮屋嘉兵衛:内田朝雄、村上兵庫:田口計、半助:市原清彦、おかみ:園千雅子、生沢頼母:池田生二、おみつ:加藤真知子、伊藤漠、永谷悟一、入江正夫、佐々木章夫、直木みつ男、高橋義治、大倉賢二、木村章平、甲斐武、大島光幸                                      |
| 5  | 風神峠に群狼を待ち伏せて・・・         | 5月1日        | 池田一朗          | 土居通芳 | 疾風:内田良平、おちか:北林早苗、堺屋儀助:小林昭二、太田備中守:庄司永建、キズ:木村博人、弥七:野呂圭介、松造:桔梗恵二郎、吉村景文、大塚朝光、柿木恵至、伊藤浩一、山口博義、旅の素浪人:三船敏郎                                                                                              |
| 6  | 鮮血は魔の谷を染めて・・・             | 5月8日        | 木下亮 ・高畠久   | 土居通芳 | おけい:渚まゆみ、原田久右衛門:中山昭二、下河原屋甚兵衛:小瀬格、鷲尾兵庫:渡辺高光、佐治唐十郎:中庸介、六郎:岡部正純、米蔵:明石勤、沢渡屋駒造:土方弘、千太:朝倉宏二、菊地英一、尾崎孝二、関国麿、井野口一美、相沢治藤、山岡正義、伊藤浩市、伊奈貫太、柿木恵至、福留幸夫                     |
| 7  | 鷲ノ巣谷に死の影が走って・・・         | 5月15日       | 津田幸夫          | 吉川一義 | 坂崎弥平太:垂水悟郎、お新:水上竜子、鬼塚東十郎:八名信夫、鬼塚竜源:黒部進、刀鍛治 定吉:佐々木孝丸、縫:京春上、太助:西郡英利、酒屋 宇兵衛:永井柳太郎、庄屋 角左衛門:明石潮、藤森達雄、井手良男、大川義幸、影山龍之、井岡文也、旅の素浪人:三船敏郎                                           |
| 8  | 銀山地獄に悪の華が散って・・・         | 5月22日       | 池田一朗          | 村山三男 | 岩田屋善兵衛:神田隆、矢田主水:上野山功一、八助:松山照夫、朴兵衛:中村是好、谷口隼人:北城寿太郎、おたか:相原ふさ子、銀太:梅地徳彦、吉松:当銀長太郎、花車の勘太:弘松三郎、三上左京、竹田将二、辻しげる、横田泰代、北川康子、戸塚孝、高橋義治、大島光幸、柿木恵至、谷口真由美                 |
| 9  | 女豹は黄金の嵐を呼んで・・・           | 5月29日       | 安藤日出男        | 土居通芳 | お銀:宗方奈美、紋次:三谷昇、粕谷陣内:晴海勇三、佃十兵衛:山口博義、猿丸:花巻五郎、権六:仙波和之、杉義一、森下明、大宮幸悦、西山健二、廣田龍治、伊奈貫太、甲斐武、井口義良、吉中正一、高橋義治、旅の素浪人:三船敏郞                                                                         |
| 10 | 兇悪の罠が欲望の野に仕掛けられて・・・ | 6月5日        | 須崎勝彌          | 石川義寛 | 名主喜兵衛:小栗一也、田崎十太夫:菅貫太郎、おきよ:原田あけみ、庄作:寺田誠、土岐雄之進:中井啓輔、矢部:久野聖四郎、太市:古川義範、吾平:高木門、仙造:瀬良明 |
| 11 | 武器なき闘いに怒りをこめて・・・       | 6月12日       | 池田一朗          | 村山三男 | 芥川主水正:見明凡太朗、おその:牧紀子、来島格兵衛:川辺久造、伍平:穂積隆信、山上兵庫介:藤岡重慶、輪島市之進:加地健太郎、黒部一平:浜田晃、戸塚孝、森下明、甲斐武、井野口一美、伊奈貫太、旅の素浪人:三船敏郎                                                                                  |
| 12 | 群狼の宿に愛と死の花が散って・・・     | 6月19日       | 津田幸夫          | 吉川一義 | 袖:生田悦子、岩井恭之助:長谷川明男、御堂伴助:高森玄、神坂陣馬:荒木保夫、高遠藩蔵奉行:森山周一郎、おたみ:柴田英子、新太:中村英世、仁兵衛:石島房太郎、山崎源蔵:伊吹新、田中筆子、田辺進三                                                                                                   |
| 13 | 必殺の剣が地平線に甦って・・・         | 6月26日       | 池田一朗          | 石川義寛 | 牟田口剛三:大友柳太朗、車坂三郎太:戸浦六宏、お良:三浦真弓、木下埜兵衛:村上冬樹、江川屋多助:外野村晋、土屋頼母:城所英夫、中島元、石光豊、石橋健、佐藤勝貫、戸塚孝、野路きくみ、福留幸夫、伊奈貫太、吉中正一、山口博義                                                                      |
| 14 | 黒豹は死の追跡を狙って・・・           | 7月3日        | 木下亮 ・高畠久   | 土居通芳 | 清吉:村井国夫、およう:竹下景子、永原伸之介:田中浩、伊奈孫三郎:細川俊夫、登川屋半左衛門:須藤健、大久保斉昭:六本木真、弥七:関戸純方、治平:永井玄哉、村田屋長一郎:武藤章生、永井譲滋、林孝一、相沢治夫、辻万長、木村博人、和沢昌治、日傘潤一、初川久、町田有弘、大原穣子                     |
| 15 | 賞金首に群狼が吠えて・・・             | 7月10日       | 安藤日出男        | 土居通芳 | 内藤兵衛:土屋嘉男、香織:槙麻耶、牧野順庵:庄司永建、志乃:松川純子、古田弥八:丹羽又三郎、榊内膳正信忠:桔梗恵二郎、浅香又之丞片岡五郎、頭巾の武士:加地健太郎、黒姫甚内:尾型伸之介、久野聖四郎、鈴木和夫、大宮幸悦、高橋義治、高杉哲平、柿木恵至、大島光幸、伊奈貫太、吉中正一、伊藤浩市      |
| 16 | 烈風輸送隊に白馬が嘶いて・・・         | 7月17日       | 池田一朗          | 吉川一義 | お蝶:安田道代、熊五郎:井上昭文、虎吉:深江章喜、信助:亀田秀紀、小吉:滝川潤、治作:浅香春彦、大伍:立川雄三、小女:八木啓子、平左衛門:稲川善一、戸塚孝、柿木恵至、伊奈貫太、高橋義治、山口博義                                                                                                 |
| 17 | 死の谷に必殺弾が走って・・・           | 7月24日       | 津田幸夫          | 丸輝夫   | 牧村弥九郎:竜崎勝、流れ星のお京:水上竜子、倉沢塔十郎:勝部演之、小佐越妙見:伊吹徹、伝法寺雲海:滝恵一、寺尾喜内:長谷川弘、宇兵衛:今村源兵、猪之吉:大川義幸、源蔵:山田禅二、田川恒夫、庄司永郷、鈴木治夫、毛利幸子、八木啓子、柿木恵至、福留幸夫、大島光幸、甲斐武、斉藤ひとみ               |
| 18 | 黒い陰謀は波涛を越えて・・・           | 7月31日       | 池田一朗          | 丸輝夫   | お夕:早瀬久美、山口文之進:久保明、村松天斉:菅井一郎、渡辺十斉:北沢彪、加田与十郎:中田浩二、正木大介:桔梗恵二郎、花村剛造:西田昭市、仁左衛門:福山象三、花形恵子、吉田友紀、戸塚孝、加藤茂夫、木原規之、向井淳一郎、丸山詠二、稲川善一、大木史郎、記平佳枝                                  |
| 19 | 女囚は残酷の沼に沈んで・・・           | 8月7日        | 北一郎            | 土居通芳 | 大原将監:伊藤孝雄、加奈:光川環世、川野達之進:亀石征一郎、居合いの隼人:天本英世、横田棋三郎:明石勤、佐貫屋:野口元夫、爆雷の弥造:晴海勇三、元込めの善鬼:渡辺高光、千早蘭、名倉美里、三草由里子、津路清子、佐野哲也 (俳優)、近藤玲子水中バレエ団                                             |
| 20 | 城攻め必殺を狙って・・・               | 8月14日       | 北一郎            | 土居通芳 | 矢田十郎太:橋本功、矢田五郎太:柴田侊彦、たえ:加藤小代子、佐々源三郎:堀辺隆一、番頭:仙波和之、山根唐十郎:倉島襄、武田一彦、児島孝夫、清水昇、颯和志、甲斐武、高橋義治、吉中正一、大島光幸、伊奈貫太、山口博義、庄屋作兵衛:大宮敏充、伊達軍太夫:川合伸旺                                    |
| 21 | 山峡に脱獄犯を追って・・・             | 8月21日       | 石川義寛          | 吉川一義 | 岩村大吾:今井健二、お糸:川崎あかね、時田一平:大木正司、池野重兵衛:五味竜太郎、黒木陣内:浜田晃、望月次郎:堀田真三、儀助:木俣貞雄、権次:辻萬長、弥平:西川敬三郎、久遠利三、関口篤、吉中正一、河崎謙士、長沢良治、藤原英昭、井口武、伊奈貫太、大島光幸、山口博義                             |
| 22 | 謎の密輸地帯に潜入して・・・           | 8月28日       | 安藤日出男        | 吉川一義 | お仙:赤座美代子、岩吉:石山律、唐金屋久太夫:須藤健、島の伊三郎:中田博久、横倉主膳:中山昭二、粕谷源之丞:片岡五郎、文蔵:木村博人、陣屋の手先:江藤潤、お紋:真木弘美、久本昇、柿木恵至、伊奈貫太、井口義亮、吉中正一、甲斐武、草刈純、斉藤勝信、下部守、福留幸夫                               |
| 23 | 叛逆砦に陽はまた昇り・・・             | 9月4日        | 尾中洋一          | 吉川一義 | 宮川小四郎:森次晃嗣、冴:荒牧啓子、神徳丸忠兵衛:渥美国泰、忠次:黒木進、永倉重助:小林勝彦、弥五:松川勉、新八:高木門、きみ:目黒幸子、平助:鶴丸睦彦、吉中正一、井口義亮、内藤正敏、大貫幸雄、斉藤勝信、伊奈貫太、下部守、草刈純、甲斐武、柿木恵至                                             |
| 24 | 女豹は白銀峡に吼えて・・・             | 9月11日       | 北一郎            | 宮越澄   | 香織:京春上、永見大膳:菅貫太郎、源造:原田清人、瞽女の娘:安芸晶子、陣八:高城淳一、白蛇の姫次:松山照夫、尼僧:園千雅子、黒川主水:田中浩、山田禅二、松本啓子、伊奈貫太、名倉美里、伊藤浩一、渡辺真六、下部守、甲斐武、高橋義治                                                                |
| 25 | 廃墟の宿に母恋唄が聞えて・・・         | 9月18日       | 北一郎            | 土居通芳 | 金太:桂小金治、山上の権蔵:今井健二、山猫の涼:鳥居恵子、山上ノ又蔵:内田勝正、目明し紋次:岡部正純、由造:勝田啓司、研師弥兵衛:佐々木孝丸、伍助:里見たかし、治郎作:桂小かん、多兵衛:相沢治夫、弥八:団巌、桜木又之丞:加地健太郎、物売り親父:里木佐甫良、娘:谷口まゆみ、めしやのおかみ:岡崎夏子 |
| 26 | 火薬輸送に兇弾が炸裂して・・・         | 9月25日       | 北一郎            | 土居通芳 | 奥寺甚左衛門:睦五郎、川村瑞賢:高原駿雄、美恵:北川美佳、桑木宗典:杉江廣太郎、太田備後守:鈴木智、庄兵衛:浅野進治郎、下忍の疾風:杉義一、太田喜八郎:三夏伸、藩士:久世竜、船頭:岩城力也、中沢康之助:藤原英昭、供侍:大島光幸、相田安春:堀辺隆一、伊奈貫太、高橋義治、甲斐武、伊藤浩市、福留幸夫 |
| 27 | 火の砦にオロシャ砲が轟いて・・・       | 10月2日       | 吉川一義          | 宮越澄   | 日比野圭之進:長谷川明男、吉田新左衛門:今福正雄、中上大作:大木正司、アンナ:ラーナ吉川、新太郎:鷹市太郎、大杉喜之助:武田一彦、ロマノフ:オスマン・ユセフ、カレーニア:ピーター・ウイリアムス、秋田孫六:木村博人、伊奈貫太、甲斐武、渡辺真六、大島光幸、高橋義治                               |
| 28 | 虐殺の丘に女の復讐が燃えて・・・       | 10月9日       | 安藤日出男        | 吉川一義 | (公儀隠密･土屋隼人)梵天十郎次:岸田森、おしん:三浦真弓、蒲生鉄斉:千葉敏郎、蒲生竜之進:日高吾郎、蒲生唐兵衛:中庸介、金吾:小野川公三郎、おかね:五月晴子、佃八郎太:小倉雄三、毛利備前守:小瀬格、加藤茂雄、八木秀司、伊藤浩一、吉中正一、甲斐武                                                |
| 29 | 黒い葬列団は夕陽に映えて・・・         | 10月16日      | 木下亮・ 高畠久   | 吉川一義 | 玄斉:織本順吉、お竜:原良子、お葉:隅田和世、おくみ:真木沙織、桜井主水:森山周一郎、太平次:堺左千夫、初:戸島和美、若い女:小堀ふみ江、かえで:荒牧啓子、木原正二郎、杉森修、大島光幸、金井哲夫                                                                                                 |
| 30 | 死神の刃は闇を裂いて・・・             | 10月23日      | 北一郎            | 土居通芳 | 梓隼人:若林豪、おしの:中田喜子、紅蝙蝠の十蔵:稲葉義男、羅傘の留吉:武藤章生、油売りの武:関戸純方、蜻蛉の直八:上田耕一、中切の政:安田隆、戸塚孝、柿崎修司、葛巻輝彦、春風亭橋之助、伊藤漠                                                                                                   |
| 31 | 女怨み唄 地の果てに流れ・・・          | 10月30日      | 尾中洋一          | 宮越澄   | まさ:稲野和子、鬼夜叉:深江章喜、くみ:戸島一実、津軽花之助:永井柳太郎 (俳優)、ふゆ:原田あけみ、老人:今村原兵、利助:高木門、鉄:菊池英一、行脚僧:松尾文人、初川久、松原秀、山口清美、原三郎、山田禅二                                                                                        |
| 32 | 肌色の影は過去を秘めて・・・           | 11月6日       | 北一郎            | 吉川一義 | 谷弥九郎:待田京介、神甚の卓造:安部徹、加奈:倉野章子、磯部軍蔵:藤木敬士、仙吉:滝川潤、田兵衛:高松政雄、山下勝也、根岸美恵子、伊藤圭介、甲斐武、伊奈貫太、竹田光裕 |
| 33 | 反逆の牙は暁を裂いて・・・             | 11月13日      | 津田幸夫          | 吉川一義 | 黒田半四郎:三上真一郎、瀬川城之進:山本紀彦、綾:光川環世、瀬川形部:浜田寅彦、お美代:本田みちこ、早川兵馬:久野聖四郎、庄屋七左衛門:増田順司、木村博人、高橋義治、大島光幸、三遊亭遊三（三代目）                                                                                             |
| 34 | 山峡の黄金に女豹が走って・・・         | 11月20日      | 北一郎            | 土居通芳 | お市:戸部夕子、お竜:榊原史子、お蘭:皆川妙子、小判鮫の辰造:田中浩、お里:田中芙美代、唐浅の松:峯秀一、宿役人:じん弘、亀井三郎、初川久、田原千之右、八幡源太郎、久本昇、黒骨の弥市:藤岡琢也                                                                                                  |
| 35 | 赤い殺意は死の谷に燃えて・・・         | 11月27日      | 北一郎・ 石森史郎 | 土居通芳 | お篠:浜村美智子、松前屋善兵衛:渥美国泰、利平:三角八郎、菊乃:金井由美、笠間の伊太郎:蟹江敬三、梅吉:岩城力也、赤潮の権蔵:三重街恒二、加倉井十平太:沢美鶴、穴山:北里憲、神弘無、ながいゆうこ、松本啓子、芦田藤子、日笠潤一                                                                   |
| 36 | 死の廃坑に地獄火が吠えて・・・         | 12月4日       | 木下亮・ 高畠久   | 吉川一義 | 辰吉:長谷川明男、お里:片山真由美、利助:蜷川幸雄、加納屋文治:須藤健、馬場甚内:田口計、外野村晋、阿部六郎、伊藤比南子、戸塚孝、本島一宏、西田勇三、吉中正一、井口義亮、金井哲夫 |
| 37 | さい果てに若獅子は雄叫び・・・         | 12月11日      | 尾中洋一          | 吉川一義 | 早苗:横山リエ、嶋村:穂積隆信、仁助:山谷初男、代官:奥村公延、庄屋:近藤準、きみ:園千雅子、百姓:北山年夫、太郎吉:佐藤宏之、留:新井つねひろ、お春坊:斉藤理花、三太:長谷川裕二、小塙謙士、佐藤賢司、遠藤芳雄、斉藤建夫、森正親                                                                 |
| 38 | 暗殺の兇弾は暁に炸裂して・・・         | 12月18日      | 北一郎            | 土居通芳 | 森次晃嗣、原田清人、桔梗恵二郎、中庸介、黒部進、中山昭二、丹羽又三郎、蟹沢良恵、仙波和之 |
| 39 | 荒野の果てに陽はまた昇り・・・         | 12月25日      | 安藤日出男        | 土居通芳 | 水谷豊、仲谷昇、小栗一也、浜田晃、見明凡太朗、小沢紗季子、大川義幸、木村博人、明石勤、津路清子、木下陽夫、高橋義治 |